# Knowledge management
Knowledge management (in italiano gestione della conoscenza) è un concetto che può riferirsi alla gestione e alla condivisione della conoscenza ed è portato avanti fin dall'antichità con lo sviluppo di biblioteche e strumenti di comunicazione.
Con la rivoluzione digitale l'insieme di strategie e metodi per identificare, raccogliere, sviluppare, conservare e rendere accessibile la conoscenza delle persone che fanno parte di una organizzazione (o, al limite, di una comunità di pratica), assume la moderna connotazione e prende il nome di knowledge management, o gestione della conoscenza organizzativa, avvalendosi in genere di strumenti delle tecnologie dell'informazione.

## Storia
Il knowledge management è diventato una vera e propria disciplina a partire dai primi anni novanta del XX secolo, grazie in particolare all'apporto di Ikujiro Nonaka, che ne è considerato l'iniziatore, e si caratterizza per affondare le sue radici in molti campi diversi, fra cui l'organizzazione aziendale, la sociologia, le scienze cognitive, l'archivistica e, operativamente, l'informatica.  Riflessioni e studi sul knowledge management si sono originati nel tempo attraverso diverse forme quali attività sul campo, apprendistato, forum di discussione, biblioteche aziendali, formazione professionale e programmi di mentoring.
Grazie all'incremento nell'uso dei computer avvenuto nella seconda metà del XX secolo, sono stati introdotti specifici adattamenti tecnologici tra cui database di conoscenza, expert system, repository di informazioni, sistemi di supporto decisionale di gruppo, intranet e lavoro cooperativo supportato da computer, con l'obiettivo di potenziare ulteriormente le riflessioni e gli studi compiuti precedentemente.

## Caratteristiche

### Il modello di gestione
Il modello di trasformazione della conoscenza, attraverso passaggi di stato (di combinazione / conversione) da conoscenza tacita a conoscenza esplicita, rappresenta una teoria generale della creazione di conoscenza organizzativa, molto utilizzato anche da altri studiosi: la “spirale della conoscenza”. Il nome deriva proprio dal fatto che questi processi sociali provocano dei passaggi da tacita ad esplicita e viceversa, con andamento a spirale. Il modello prevede quattro modalità di conversione nell'interazione tra conoscenza tacita e conoscenza esplicita:
- Socializzazione (da conoscenza tacita a tacita, in persone diverse che interagiscono)
- Esteriorizzazione o esternalizzazione (da conoscenza tacita a esplicita, tramite formalizzazione)
- Combinazione (da conoscenza esplicita a esplicita, tramite elaborazioni o semplici trasferimenti)
- Interiorizzazione (da conoscenza esplicita a tacita, tramite apprendimento e assimilazione)

### Funzioni e scopi
Gli obiettivi per cui aziende o enti attuano strategie di knowledge management si collocano tipicamente nelle aree del miglioramento delle performance, acquisizione o mantenimento del vantaggio competitivo, agevolazione dell'innovazione e del miglioramento continuo. Un elemento caratteristico rispetto ad altri approcci è dato proprio dalla gestione della conoscenza come un cespite strategico e dall'incoraggiamento alla condivisione di conoscenza. Secondo alcuni, il KM è una possibile risposta alle sfide poste alle aziende dalla globalizzazione, in virtù del fatto che, sebbene il capitale intellettuale sia stato un elemento assai rilevante per la redditività di molte imprese anche prima che si parlasse di knowledge management, l'esasperazione della concorrenza ha reso meno importanti gli altri fattori competitivi, ed ha alimentato l'attenzione sulla disciplina che studia il fattore immateriale per eccellenza e che è virtualmente illimitato (chi cede conoscenza, in realtà, non se ne priva).
In un'impresa, in particolare, lo sviluppo e mantenimento prodotto di un bene complesso ed altamente tecnologico comporta la generazione di una gran quantità di informazioni fortemente correlate per descriverne attività e risultati conseguiti, progettare ed organizzare la produzione e la logistica, supportare la rete commerciale e di assistenza post vendita: indagini di mercato, requisiti utente, specifiche tecniche, pianificazione attività, progetto dei diversi sistemi e sotto sistemi meccanici, elettrici ed elettronici, vincoli legislativi, progetto ed allestimento degli impianti produttivi, organizzazione della logistica, report di sperimentazione e test, verbali di riunione, ecc.
Tutti questi documenti insieme alle norme, ovvero la formalizzazione, sulla base dell'esperienza, di criteri guida nello svolgimento di specifiche attività (dalla pianificazione di un nuovo sviluppo ai criteri per la progettazione delle singole componenti), insieme alle competenze ed esperienze dei singoli, rappresentano la conoscenza aziendale che, debitamente conservata ed organizzata, costituisce lo strumento più importante per migliorare l'efficacia e l'efficienza dei processi. L'effettiva capitalizzazione dello sforzo profuso nella loro compilazione è assicurata solo se si garantisce il semplice e rapido reperimento delle informazioni d'interesse nella operatività e in ciascuna delle decisioni che debbono quotidianamente essere assunte.

## La gestione dei dati

### Condivisione
Il ciclo della conoscenza non può fermarsi alla trasmissione di dati e informazioni perché il loro rapporto è gerarchico e può essere schematizzato con la forma di una piramide.

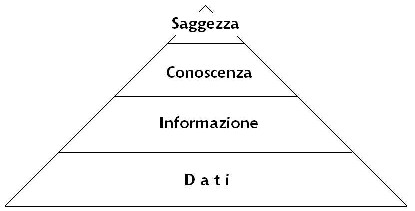
Schema della gerarchia piramidale del knowledge management

Alla base ci sono i dati, materiale “grezzo” e abbondante dell'informazione. Su un gradino più alto c'è l'informazione, cioè dati selezionati e organizzati per essere comunicati. Poi la conoscenza, cioè informazione rielaborata e applicata alla pratica. Al vertice troviamo la saggezza, conoscenza distillata dall'intuizione e dall'esperienza.
Il knowledge management si focalizza su come poter mettere a servizio di tutta l'azienda le conoscenze professionali specifiche di ogni membro. Questa logica spinge il knowledge management a diventare un sorta di “filosofia” della collaborazione e della condivisione negli ambienti di lavoro. Può incontrare una certa resistenza da parte di esperti gelosi dell'indispensabilità del proprio ruolo, spesso raggiunto dopo anni di esperienza. Questa visione riduce la conoscenza a una sorta di "bagaglio" personale che il proprietario può portare via quando lascia l'azienda, arrecando un danno economico. Invece, quello della conoscenza è un ciclo che può portare alla produzione di nuova conoscenza solo tramite la condivisione e l'elaborazione di informazioni.

### Ciclo di trasmissione
- Creazione/Modificazione
  - Utilizzo applicato e ragionato dell'informazione per la creazione di nuova conoscenza
  - Conversione della conoscenza in nuova informazione
  - Edizione e pubblicazione
- Organizzazione/Indicizzazione
  - Cattura e integrazione delle informazioni
  - Descrizione dell'informazione tramite metadati
  - Indicizzazione
- Archiviazione/Recupero
  - archiviazione di
    - documenti fisici
    - documenti digitali
    - metadati dei documenti e dati ad essi correlati

  - recupero tramite strumenti di ricerca
- Distribuzione/Networking
  - Trasmissione dell'informazione
    - Servizi di informazione
    - Servizi di distribuzione

- Accesso/Filtro

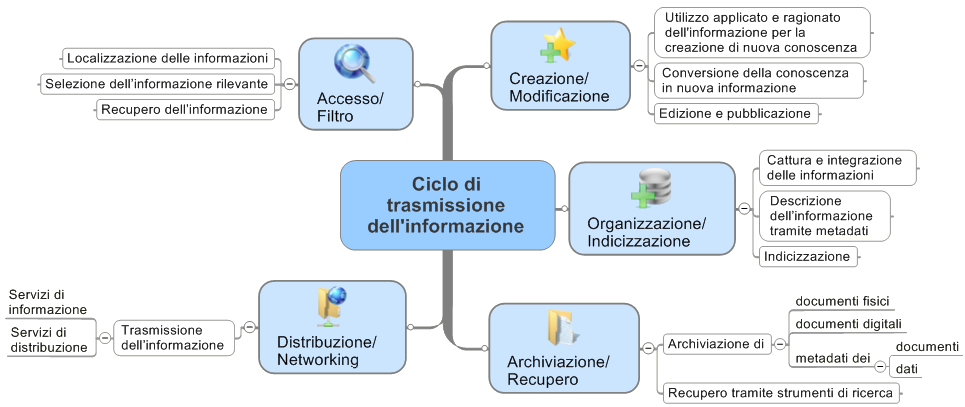
Ciclo di trasmissione dell'informazione

  - Localizzazione delle informazioni
  - Selezione dell'informazione rilevante
  - Recupero dell'informazione

Le fasi non sono numerate perché collegate in un ciclo continuo e possono essere rappresentate in chiave grafica anche mediante una solution map come la seguente:

## Strategie di condivisione e gestione
Alla conoscenza si può accedere in tre fasi: prima, durante o dopo attività connesse alla gestione della conoscenza. Diverse organizzazioni hanno tentato ad utilizzare vari incentivi per raccolta di informazioni, anche rendendo obbligatoria la presentazione dei contenuti e incorporando i premi in piani di misurazione delle performance. Una delle strategie di KM è quella che coinvolge attivamente la gestione della conoscenza (strategia di tipo push). In tale caso, le persone si sforzano di codificare in modo esplicito le loro conoscenze in un “archivio” della conoscenza condivisa, ad esempio un database. Questo approccio è comunemente conosciuto come la codifica della conoscenza. Un'altra strategia di KM prevede la richiesta di conoscenza da parte di individui agli esperti di un particolare argomento (strategia di tipo pull). In tale caso, i singoli esperti sono in grado di fornire le loro conoscenze alle persone che ne fanno richiesta. Questo è anche comunemente noto come l'approccio della personalizzazione della conoscenza.
Altre importanti strategie di gestione della conoscenza e strumenti per le aziende/istituzioni comprendono:
- Premi (come mezzo di stimolo per la condivisione delle conoscenze)
- Storytelling (come mezzo di trasferimento della conoscenza tacita)
- Knowledge mapping (una mappa accessibile a tutti della conoscenza all'interno di una società)
- Comunità di pratica
- Fiera della condivisione della conoscenza
- Gestione delle competenze (valutazione sistematica e pianificazione delle competenze dei singoli membri all'interno di un'organizzazione)
- Software sociale
- "Archivi" della conoscenza (database)

## Strumenti di gestione
I knowledge management system sono sistemi software che supportano le fasi del ciclo dell'informazione e la comunicazione all'interno di una comunità di pratica (ad esempio un'azienda) o di apprendimento (ad esempio una classe "virtuale") anche disperse nello spazio. Dovrebbero assistere le persone ad esplicitare la conoscenza tacita, a reperirla, a condividerla, supportando in particolare le seguenti funzioni:
- Cattura delle competenze collettive
- Controllo per realizzare obiettivi comuni
- Integrazione delle conoscenze frammentate

Il fatto che non esista un'unica tecnologia software per la Gestione della Conoscenza, ma molteplici tipologie di soluzioni, architetture, approcci non è di per sé indice di scarsa maturità o efficacia, ma deriva direttamente dalla natura multiforme della disciplina e dalle diverse strategie attuate. Infatti le prime soluzioni proposte si limitavano a “pagine gialle aziendali” da intendere come elenchi di esperti e, soprattutto, dai sistemi di gestione documentale che potevano fungere da depositi centralizzati e ben governati della conoscenza esplicita a disposizione dell'organizzazione, presto integrati da sistemi di collaboration (su tutti è noto Lotus Notes per il successo raccolto inizialmente e il conseguente ruolo di ulteriore stimolo ricoperto). Oggi quelle componenti, opportunamente evolute, restano sostanzialmente presenti in qualunque soluzione proposta, ma sono spesso integrate da numerose altre, standard o sviluppate ad hoc. Alcuni autori hanno proposto un nucleo minimo basato su poche componenti indispensabili:
- Un sistema di gestione documentale, o eventualmente un vero e proprio Enterprise Content Management System, dotato di sofisticate tecnologie di ricerca
- Un sistema di collaborazione, integrato con la gestione documentale (a sua volta incorpora caratteristiche di unified communication, ma anche tradizionali modalità di revisione dei documenti che consentano il co-editing)
- Un sistema di workflow, o sperabilmente un vero e proprio Business Process Management System
- Un sistema di registrazione e localizzazione delle competenze individuali e collettive, magari integrato dalla rappresentazione della struttura organizzativa

Di volta in volta a queste componenti se ne possono aggiungere altre, rivolte a problemi più specifici. L'aspetto più interessante e promettente è quando tali integrazioni riescono a mostrare assieme, ad esempio quale risultato di una ricerca, dati strutturati (posti su database “tradizionali”), eventualmente elaborati per estrarne la conoscenza creabile, con dati non strutturati, cioè “annegati” all'interno di documenti o altri media digitali.